# Monte Limbara
El Monte Limbara (en gallurés Monti di Limbara; en sardo Monte 'e Limbara) es un macizo montañoso granítico situado en la Cerdeña noreste. Representa el límite meridional entre las regiones históricas y geográficas de la Gallura y del Logudoro. La cima más alta, Punta Sa Berritta, se alza hasta una cota de 1.362 m s. n. m.
En su territorio se encuentran los municipios de Tempio Pausania, Calangianus, Oschiri y Berchidda, todos en la provincia de Sassari.

## Historia
El nombre podría derivar del latín Limes Balares ("Límite de los Balares"), que le dieron los romanos pues marcaba la frontera con el territorio aún en las manos de los balares, una tribu nurágica tardía.
El monte Limbara fue incendiado en el año 1936 y sus bosques de alcornoques fueron reemplazados por pinos, después de trabajos de repoblación.
En la cumbre del macizo se encontraba una estación de comunicaciones de la OTAN USAF Communications Relay Station y un barracón de carabineros. Hoy se usa como centro de telecomunicaciones para la Fuerza Aérea Italiana y un helipuerto para el Servizio Antincendi. Es también el lugar donde se encuentran las principales relay stations de televisión del oeste de Cerdeña.